# 16-й цикл сонячної активності
16-й цикл сонячної активності — одинадцятий цикл сонячної активності від 1755 року, коли розпочався систематичний моніторинг кількості сонячних плям. Сонячний цикл тривав 10,1 року, від серпня 1923 року до вересня 1933 року. Максимальне протягом цього сонячного циклу значення числа Вольфа для кількості сонячних плям спостерігалося у квітні 1928 року і становило 130,2, а початковий мінімум числа Вольфа становив 9,4. Під час мінімуму сонячної активності під час переходу від 16-го до 17-го циклу сонячної активності було загалом 568 днів без сонячних плям.
Газетні повідомлення цього періоду зазначали вплив на телеграфні системи, а також (у березні 1924 року, січні 1926 року, жовтні 1926 року та жовтні 1927 року) — на радіопередачі.

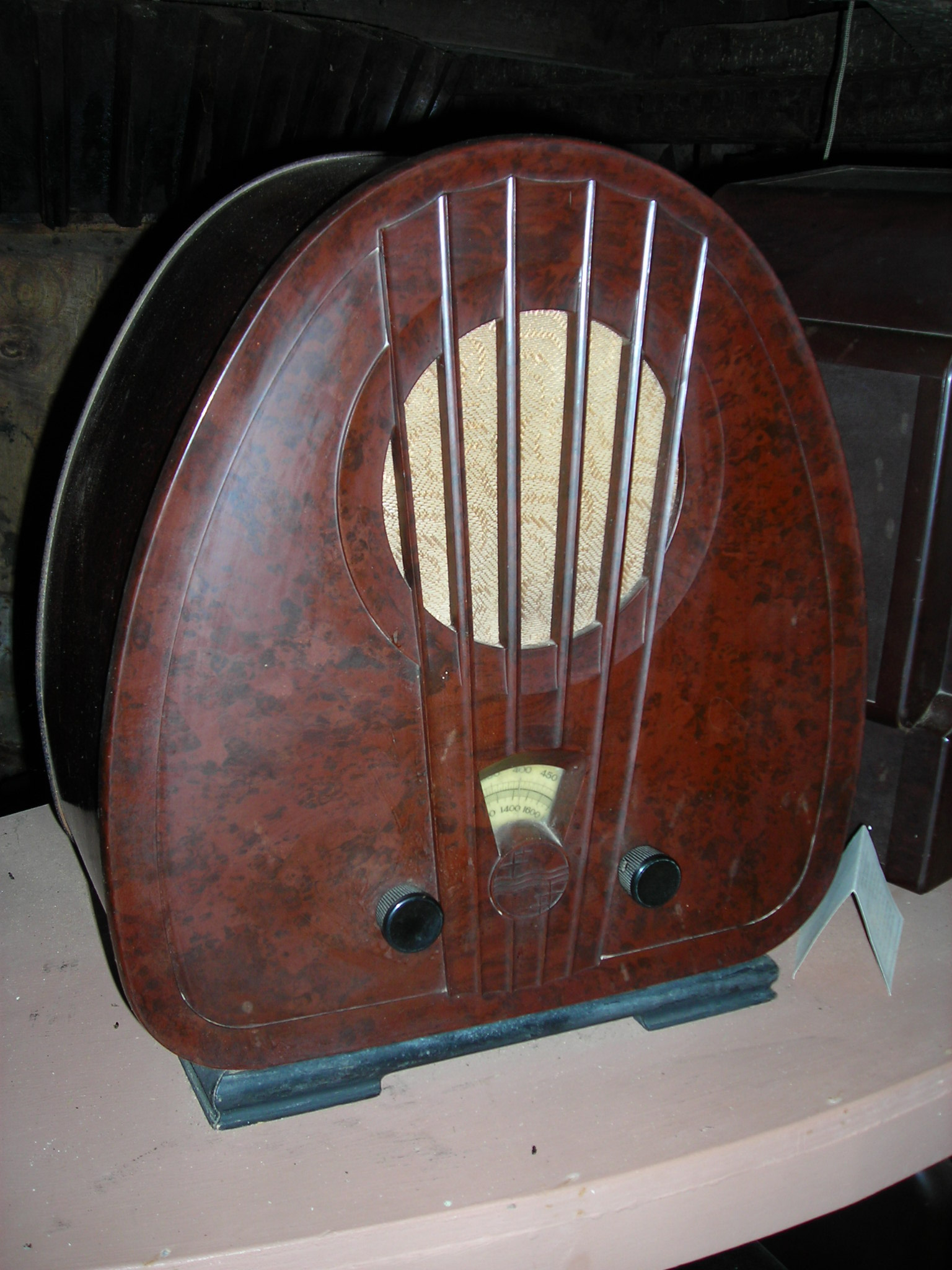
Радіо стало поширеним протягом 16-го сонячного циклу, що зробило цей сонячний цикл першим, у якому радіоперешкоди стали проблемою.